# پل خدا آفرین
پل خدا آفرین مربوط به دوران‌های تاریخی پس از اسلام است و در دستوا، کناره غربی رود گرگر واقع شده و این اثر در تاریخ ۵ آذر ۱۳۸۰ با شمارهٔ ثبت ۴۲۰۷ به‌عنوان یکی از آثار ملی ایران به ثبت رسیده است.